# Vellozia glabra
Vellozia glabra là một loài thực vật có hoa trong họ Velloziaceae. Loài này được J.C.Mikan miêu tả khoa học đầu tiên năm 1820.